# Александровский сад (Санкт-Петербург)
Алекса́ндровский сад (с 1920 — сад Трудящихся, с 1936 — сад Трудящихся им. М. Горького, с 1989 — Адмиралтейский сад, с 1997 — Александровский сад) — сад в Адмиралтейском районе Санкт-Петербурга. Расположен в самом центре города, примыкая к юго-западной и юго-восточной сторонам Адмиралтейства.
Сад открыт в 1874 году. Назван в честь императора Александра ΙΙ.
Сад занимает площадь в 9 га, его окружают городские достопримечательности и памятники архитектуры: Зимний дворец, Дворцовая площадь, здание Адмиралтейства, Главный штаб, дом Лобанова-Ростовского, Градоначальство/ЧК, здания Сената и Синода, Исаакиевский собор и Медный всадник. В составе исторической застройки центра Санкт-Петербурга сад включён в список Всемирного наследия.
Сад выходит на две площади Санкт-Петербурга — Дворцовую и Сенатскую. Александровский сад следует отличать от Александровского парка на Петроградской стороне.

## История сада

### Предыстория
Предыстория сада связана с закладкой 5 ноября 1704 года Адмиралтейской крепости-верфи. Согласно требованиям военного времени, Адмиралтейство окружили валами и рвом. Перед ним простиралось обширное открытое пространство — гласис, необходимый для действий крепостной артиллерии в случае вражеского нападения с суши. Вскоре после основания Адмиралтейство утратило функцию боевой крепости и вместе с ней постепенно ушло в прошлое и фортификационное значение гласиса. Первое время его территорию использовали для складирования и хранения строительного корабельного леса, больших якорей и других адмиралтейских припасов. Примерно с 1712 по 1717 год на части бывшего гласиса находился Морской рынок, а территория заросла травой и превратилась в Адмиралтейский луг.

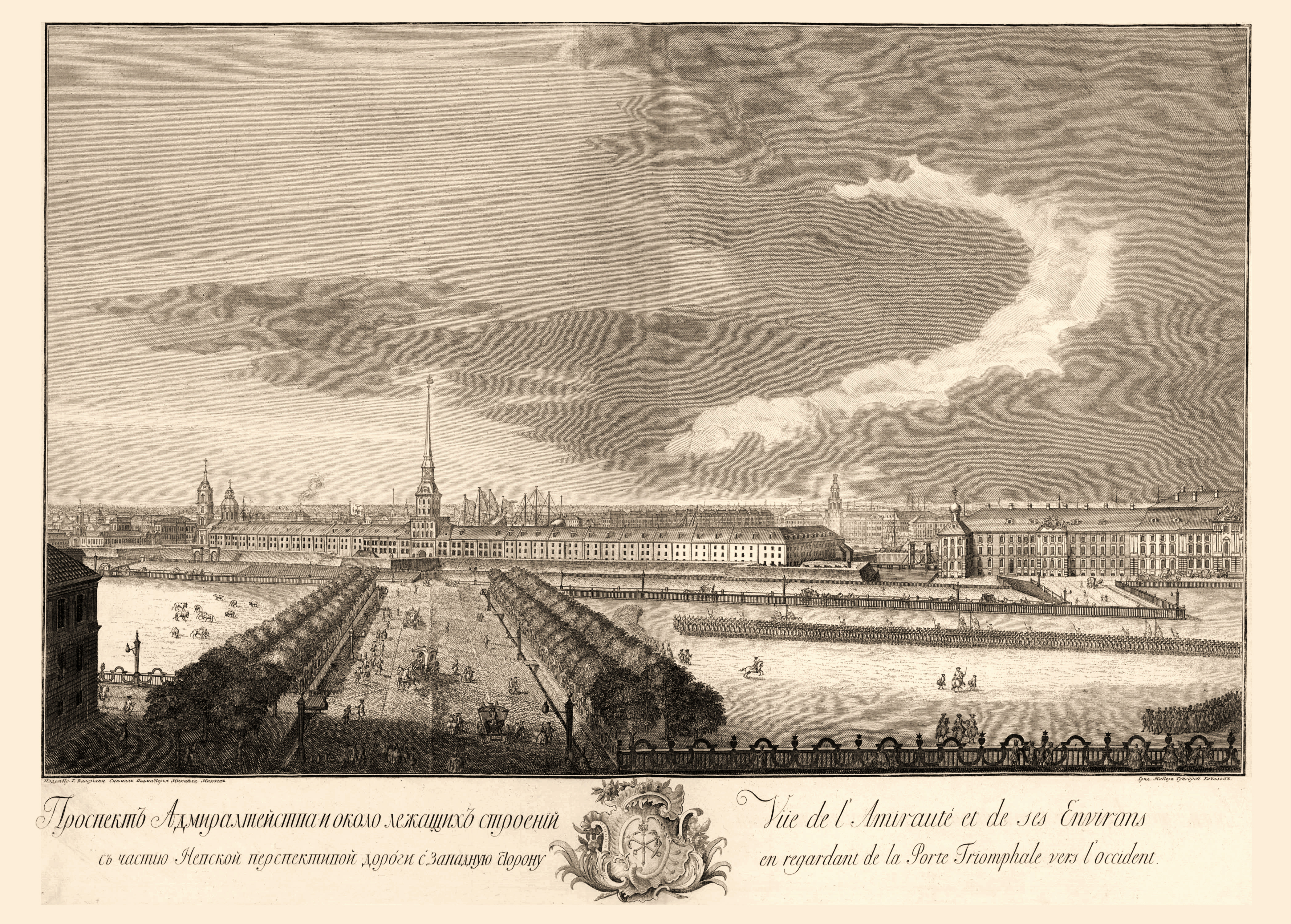
Проспект Адмиралтейства и около лежащих строений. 1753

В 1721 году по инициативе Петра I была заложена основная планировочная схема Санкт-Петербурга в виде трелучника, исходящего от Адмиралтейства. Два луча (нынешние Невский и Вознесенский проспекты) были спланированы при Петре I, а третий луч (современная Гороховая улица) появился в 1736—1737 годах. Лучи этих трёх магистралей разделили огромный Адмиралтейский луг на несколько частей. В 1721 году силами пленных шведов на лугу была высажена аллея из берёзовых деревьев, ведущая от главных ворот Адмиралтейства к Невскому проспекту.

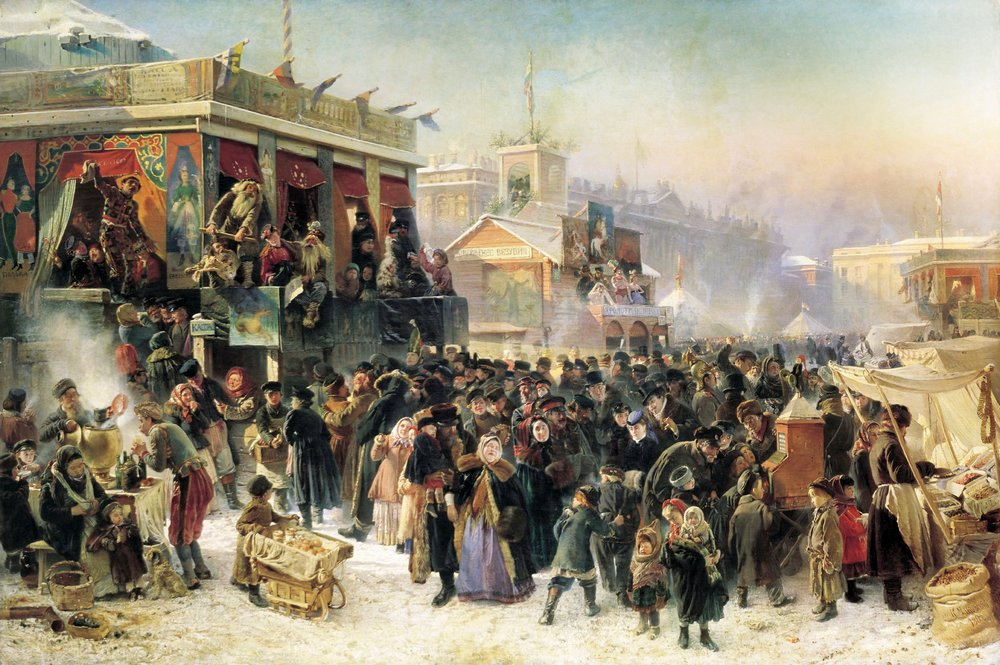
Народное гулянье во время масленицы на Адмиралтейской площади

Со времени царствования Анны Иоанновны в этом месте за казённый счёт устраивались празднества с фейерверками и народными гуляньями. На лугу на время торжеств по высочайшим указам возводили потешные павильоны, дворцы, устраивали винные фонтаны, жарили гигантские туши быков, которыми затем кормили народ. До 1760-х годов Адмиралтейский луг служил вспомогательной строительной площадкой императорского Зимнего дворца. В промежутках между перестройками дворца луг использовался для строевых учений воинских частей и выпаса придворного скота. До середины XVIII века луг получил элементы садового оформления: аллеи, палисады, трельяжные ограды. Выпас скота проводился до 1750-х годов, когда началось мощение луга, завершившееся лишь в середине 1790-х годов.
При Екатерине II продолжились преобразования территории вокруг Адмиралтейства. В западной части луга началось строительство Исаакиевского собора по проекту архитектора А. Ринальди. Строительство третьего собора было завершено архитектором В. Бренной в 1802 году. В западной части бывшего адмиралтейского гласира в 1782 году был установлен памятник Петру I (скульптор Э. М. Фальконе, архитектор Ю. М. Фельтен). Это событие положило начало преобразованию некогда гигантского луга в систему трёх площадей Санкт-Петербурга: Адмиралтейской, Исаакиевской и Петровской.

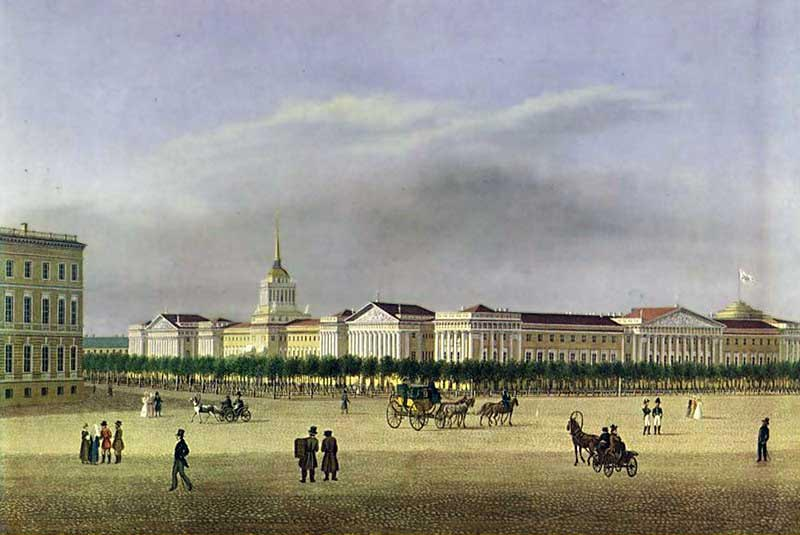
Бульвар на месте Александровского сада.
1810-е годы

До 1806 года на месте сада находились укрепления Адмиралтейской крепости. Позже из-за утраты оборонного значения к Адмиралтейскому лугу добавилось пространство, ранее занимаемое гласисом. Вдоль фасада Адмиралтейства началось устройство Адмиралтейского бульвара. Автором проекта стал архитектор Л. Руска; за работы на проекте отвечал садовник У. Гульд. Были установлены скамейки, покрашенные в зелёный цвет, и 50 масляных фонарей на деревянных столбах. Доступ на бульвар был упорядочен и благоустроен: у входа были установлены вертушки-турникеты, рядом с которыми стояли трое часовых, а территория была огорожена деревянными перилами. Для гуляющих были открыты деревянные кофейный и чайные домики, отданные на содержание французам — Франсуа Вийо и Марселю. На аллеях были высажены сирень, калина, жимолость, большие рябины и молоденькие дубки. Каждое дерево имело подпорки, табличку с годом посадки и ежедневно поливалось. Цветы для украшения аллеи были привезены из Царскосельского сада.
Канал вдоль Адмиралтейства окончательно засыпали в 1817 году, а на его месте в 1819 году по проекту инженера А. Д. Готмана заново устроили аллею-бульвар, обсаженную липами. В 1824 году восточная часть бульвара была продлена до гранитного спуска к Неве (Дворцовая пристань, построенная по проекту Карла Росси). В 1833 году по проекту архитектора Л. И. Шарлеманя строительство завершилось установкой мраморных скульптур «Геракл Фарнезский» и «Флора Фарнезская». Эти скульптуры являются копиями с античных скульптур, выполненными в конце XVIII века скульптором П. Трискорни. Они были перенесены в сад из Таврического дворца.
В 1822 году на месте Адмиралтейского луга была устроена Адмиралтейская площадь, включавшая в себя и сегодняшний Адмиралтейский проспект.
До 1851 года Адмиралтейский бульвар находился в ведении Гоф-интендантской конторы, а затем — под наблюдением Правления I округа путей сообщения, в 1865 году — в ведении города.

### Открытие сада

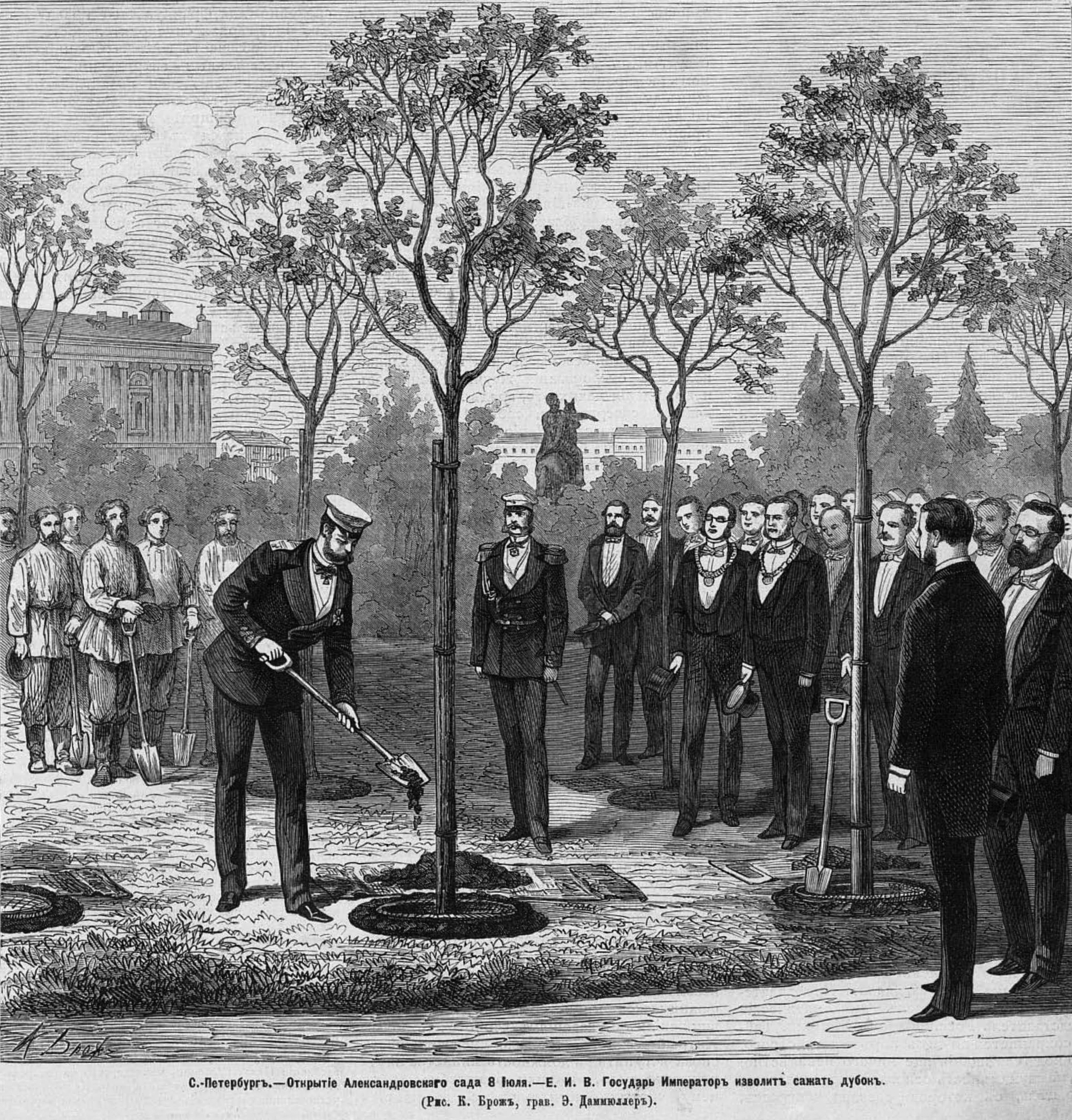
Александр II сажает дубок на открытии сада

К 200-летию Петра I Санкт-Петербургская городская дума приняла решение устроить здесь городской сад. Идея создания сада принадлежала адмиралу С. А. Грейгу. Создание сада было поручено петербургскому ботанику Э. Л. Регелю. Работы по разбивке сада начались 3 июля 1872 года.
В саду были проведены обширные работы: посажено 5260 деревьев и 12 640 кустарников 52 видов, большинство деревьев снабдили табличками на русском языке и на латыни. Сад оградили решёткой, изготовленной по проекту инженера К. Жоффрио. Вдоль решётки уложили гранитный тротуар, а в саду установили 115 чугунных скамеек с деревянными сиденьями.
Официальное открытие сада произошло 8 июля 1874 года.

Открылся Александровский сад весьма торжественно, хотя церемония проходила в дождливый понедельник. Приехал сам император Александр II. Выйдя из коляски, он изволил пройти до газона против портала Исаакиевского собора, где лично посадил дубок. Там же дал согласие на название сада своим именем.— «Петербургский листок». 10 июля 1874 года
На церемонию торжественного открытия сада давали пригласительные билеты, по которым представители светского общества проходили на территорию сада, а петербургские обыватели наблюдали за происходящим из-за решётки сада.
В 1876 году в западной части сада по проекту архитектора А. К. Буша для укрытия гуляющих от непогоды построили две полуциркульные в плане веранды с резным декором, выполненным в русском народном стиле.

### Фонтан

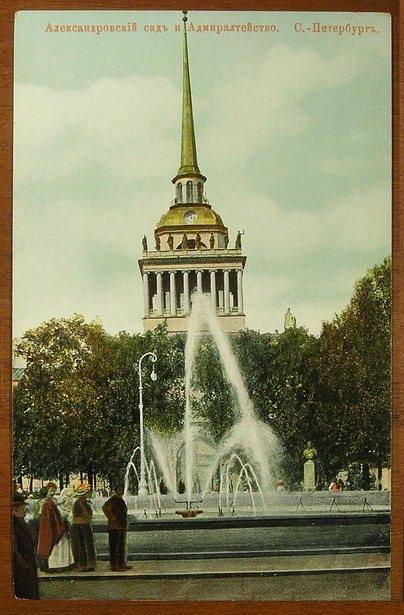
Фонтан на фоне Адмиралтейства.
Открытка 1905 года

Первоначальный вариант предполагал размещение в саду трёх фонтанов, они должны были появиться в створе трёх улиц, отходящих от Адмиралтейства.
Первый проект, разработанный архитектором И. А. Мерцем, появился в 1872 году, но был отложен из-за трудностей с водоснабжением и дороговизны работ. Проект взялся переработать в 1875 году заведующий техническим отделением Городской управы Н. Л. Бенуа. Используя разработки предшественников, новый комплект проектных чертежей представил архитектор А. Р. Гешвенд, дополнительно разработавший детальные и рабочие чертежи. Работы по устройству фонтана, порученные петербургскому купцу Е. Ф. Овчинникову, начались в 1876 году. Фонтан построили на оставленной для него при планировке сада площадке против ворот Главного адмиралтейства и Гороховой улицы. Во время производства работ по устройству фундамента было обнаружено засыпанное русло рва, окружавшего Адмиралтейство в XVIII веке.
Официальное открытие самого крупного на тот момент в городе фонтана состоялось 13 октября 1879 года при массовом скоплении публики.

### Установка памятников
В 1880 году на заседании Городской думы Санкт-Петербурга было предложено украсить Александровский сад бюстами знаменитых деятелей в области науки и словесности. Был представлен список из 14 лиц: Кирилл и Мефодий, Нестор Летописец, М. В. Ломоносов, Г. Р. Державин, Д. И. Фонвизин, Н. М. Карамзин, И. А. Крылов, В. А. Жуковский, А. С. Пушкин, А. С. Грибоедов, М. Ю. Лермонтов, Н. В. Гоголь, А. В. Кольцов. Список несколько раз менялся и дополнялся.
4 июня 1887 года в саду был установлен бюст В. А. Жуковского (скульптор В. П. Крейтан, архитектор А. С. Лыткин). Открытие бюста произошло к столетию со дня рождения поэта. Место установки памятника выбрано не случайно: Жуковский был близок императорской семье и был наставником Александра II.
20 октября 1892 года был открыт памятник почётному гражданину Санкт-Петербурга, путешественнику и исследователю Н. М. Пржевальскому (скульптор И. Шредер, по рисунку А. А. Бильдерлинга). Бронзовый бюст установлен на постаменте в виде гранитной скалы, у основания которой лежит верблюд.
17 июня 1896 года около фонтана были установлены бюсты Н. В. Гоголя и М. Ю. Лермонтова (авторы обоих — скульптор В. П. Крейтан, архитектор Н. В. Максимов). 31 мая 1899 года был открыт бюст М. И. Глинки (скульптор В. М. Пащенко, архитектор А. С. Лыткин). В 1911 году предполагалось установить бюст В. Г. Белинского в связи со 100-летием со дня рождения писателя. Однако проект не был воплощён.

### Благоустройство
В саду были возведены различные строения — павильоны, веранды, теплицы и другие постройки. На протяжении всей дореволюционной истории в саду купцы занимались торговлей. Были установлены киоски для торговли молоком, прохладительными напитками (кроме спиртных), вафлями и пряниками. Торговлю разрешалось производить с мая по октябрь, а на зиму киоски увозились из сада. В 1885 году архитектором Н. Л. Бенуа в саду была построена деревянная оранжерея и жильё для садовника с водомером. С лета 1899 года гуляющих радовал военный оркестр. Для освещения Александровского сада были использованы классические фонари-торшеры.
К концу XIX века деревья в саду так разрослись, что стали заслонять памятник Петру Великому. Поэтому в 1890 году император Александр III повелел уничтожить часть зелёных насаждений сада со стороны западного фасада Адмиралтейства, вновь придав территории вид свободной площади. Новой границей сада на этом участке стало продолжение Галерной улицы. В 1896 году в связи с перемещением Дворцового моста от Александровского сада отрезали часть со стороны Дворцовой площади, устроив на его месте Дворцовый проезд, соединяющий Васильевский остров с Невским проспектом.
В 1902—1903 годах по проекту архитектора Н. Т. Стуколкина реконструирована территория вокруг Медного всадника. В качестве мер по реставрации сада архитекторы М. М. Перетяткович, С. В. Беляев, А. А. Грубе, В. А. Покровский и М. С. Лялевич предлагали провести вырубку деревьев, расположив здесь партерный сад. Данный вариант преобразования территории к исполнению принят не был, был реализован компромиссный вариант архитектора Ивана Фомина, по которому предлагалось прорубить только просеки, продолжающие перспективы трёх магистралей, сохранив остальную часть сада. Этот проект был реализован уже в 1923 году. Одновременно в саду были разбиты многочисленные цветники и розарии, эта традиция сохранилась до сих пор. В 1903 году из-за ветхости была снесена оранжерея. В январе 1905 года сад стал местом драматических событий, послуживших началом Первой русской революции, — здесь произошла кульминация Кровавого воскресенья, после чего мирное верноподданическое настроение населения сменилось революционными, антимонархическими настроениями

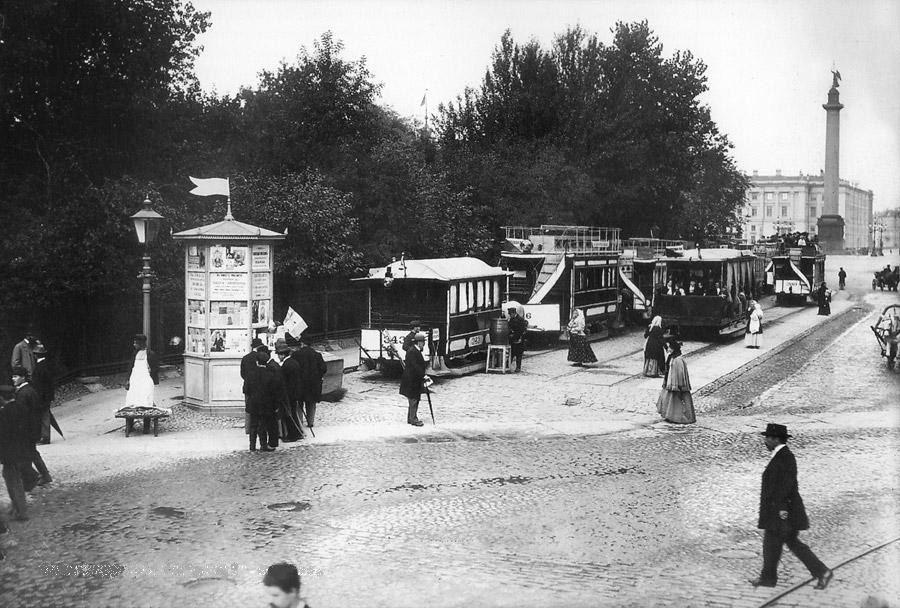
Конка у Александровского сада, начало 1900-х годов
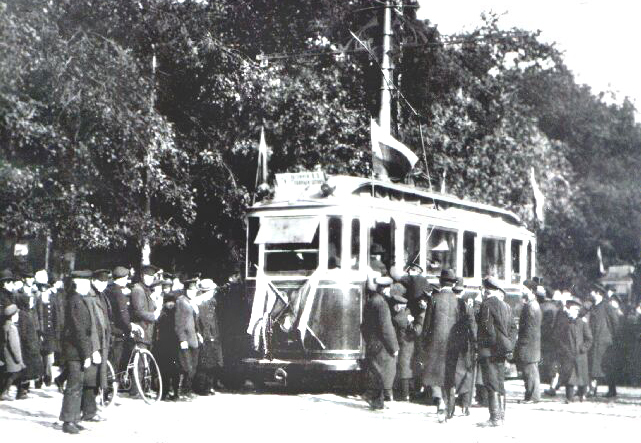
Первый рейс сухопутного трамвая Санкт-Петербурга, 1907 год
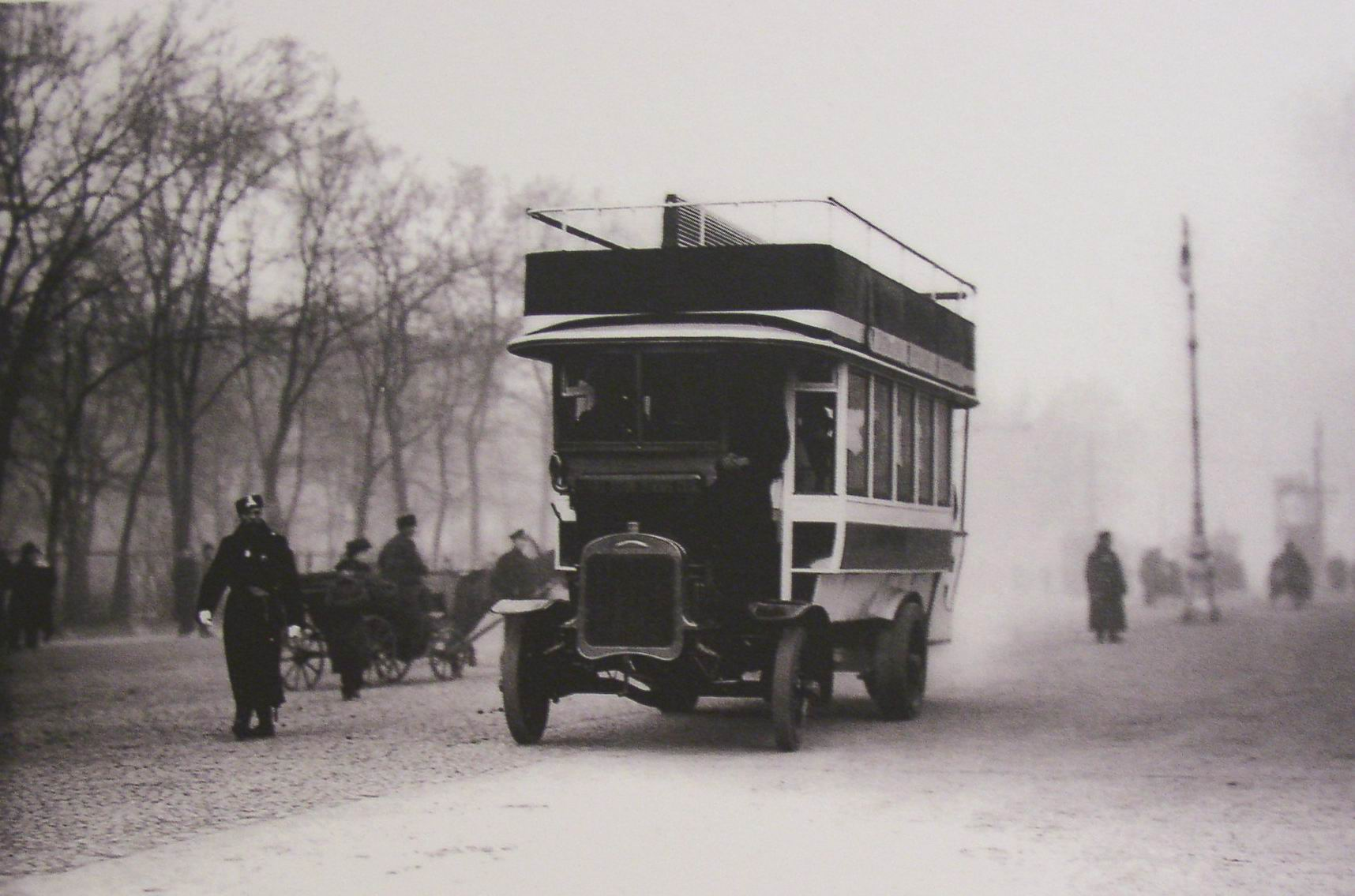
Автобус с империалом у Александровского сада, 1907 год

Александровский сад связан с историей общественного транспорта Санкт-Петербурга: 16 сентября 1907 года от Александровского сада отправился в первый рейс трамвай сухопутной транспортной системы (рядом с садом на месте торжественного пуска установлен памятник), а 11 ноября от сада отправился первый общественный автобус по маршруту Александровский сад — Балтийский вокзал.

### Советское время
После Октябрьской революции и установления Советской власти некоторое время работы в саду не производились. В 1923 году был реализован дореволюционный проект архитектора Ивана Фомина, через сад были прорублены просеки.
В 1929—1931 годах была произведена перепланировка сада по проекту Л. А. Ильина: для удобства прохода демонстрантов от площади Урицкого к бульвару Профсоюзов была прорублена сквозная просека. Всем симметрично расположенным газонам и дорожкам были приданы прямоугольные очертания. Угол, обращённый к площади Урицкого, был срезан для удобства транспорта, двигающегося с проспекта 25 Октября. Вместе с этим был ликвидирован ряд садовых построек, в саду были размещены детские и спортивные площадки. Кроме того, была запланирована организация проезда для грузовиков (не реализована).
В 1920 году Александровский сад стал называться садом Трудящихся, а с 3 августа 1936 года переименован в Сад трудящихся имени М. Горького.
Во время блокады Ленинграда среди садовых деревьев были установлены зенитные батареи. Во время авианалётов по территории сада было нанесено огромное количество авиаударов, множество деревьев пострадало от бомбёжек и артобстрелов. Но ни одно дерево здесь не было срублено ленинградцами на дрова.
В 1950-х годах была проведена капитальная реконструкция сада. В 1958 году в саду была организована выставка цветов в открытом грунте. На ней демонстрировались сорта цветов, применяемые в оформлении площадей, улиц, садов и парков города. После этого в 1959 году на территории сада недалеко от Исаакиевского собора был построен бетонный цветник с двумя бассейнами, а также разбит розарий, насчитывающий 25 сортов роз. В 1960-х годах цветочное убранство сада составляли тюльпаны, нарциссы, гиацинты. Тогда же возобновили старинную традицию размещения рядом с посадками аннотаций с названиями растений.
В апреле сад закрывался на весеннюю просушку. В это время обычно ремонтировались и окрашивались скамейки, сад очищали и готовили к открытию на праздник Первое мая. До 1970 года сад также закрывался на ночь. В 1970 году старая ограда была частично заменена парапетом из розового гранита. Входы в сад были оформлены гранитными полушариями на постаментах. По сторонам от главного входа в сад напротив улицы Дзержинского, по оси фонтана и центральных ворот Адмиралтейства на прямоугольных пьедесталах установили старинные чугунные якоря.
В 1989 году сад был переименован в Адмиралтейский.

### Современная история
В 1997 году саду было возвращено историческое название — Александровский сад.
16 октября 1998 года на пространстве у фонтана был открыт бюст русского дипломата князя Александра Михайловича Горчакова работы скульптора А. С. Чаркина по модели К. К. Годебского (небольшой бюст, изготовленный в 1870 году). Открытие было приурочено к двухсотлетию со дня рождения дипломата.
С июня 2001 года проходила реконструкция сада. Был проведён комплекс работ: воссоздана ограда по Адмиралтейскому проезду от Дворцовой площади до Адмиралтейской набережной (в том числе — историческая Петровская ограда), посажены деревья и кустарники, разбиты газоны и цветники, аллеи и дорожки с набивным покрытием. В саду были ликвидированы деревья-угрозы, проведена планировка дорожек, завезена растительная земля для газонов и цветников, проложена канализация. 20 августа 2002 года работы по реставрации были завершены.

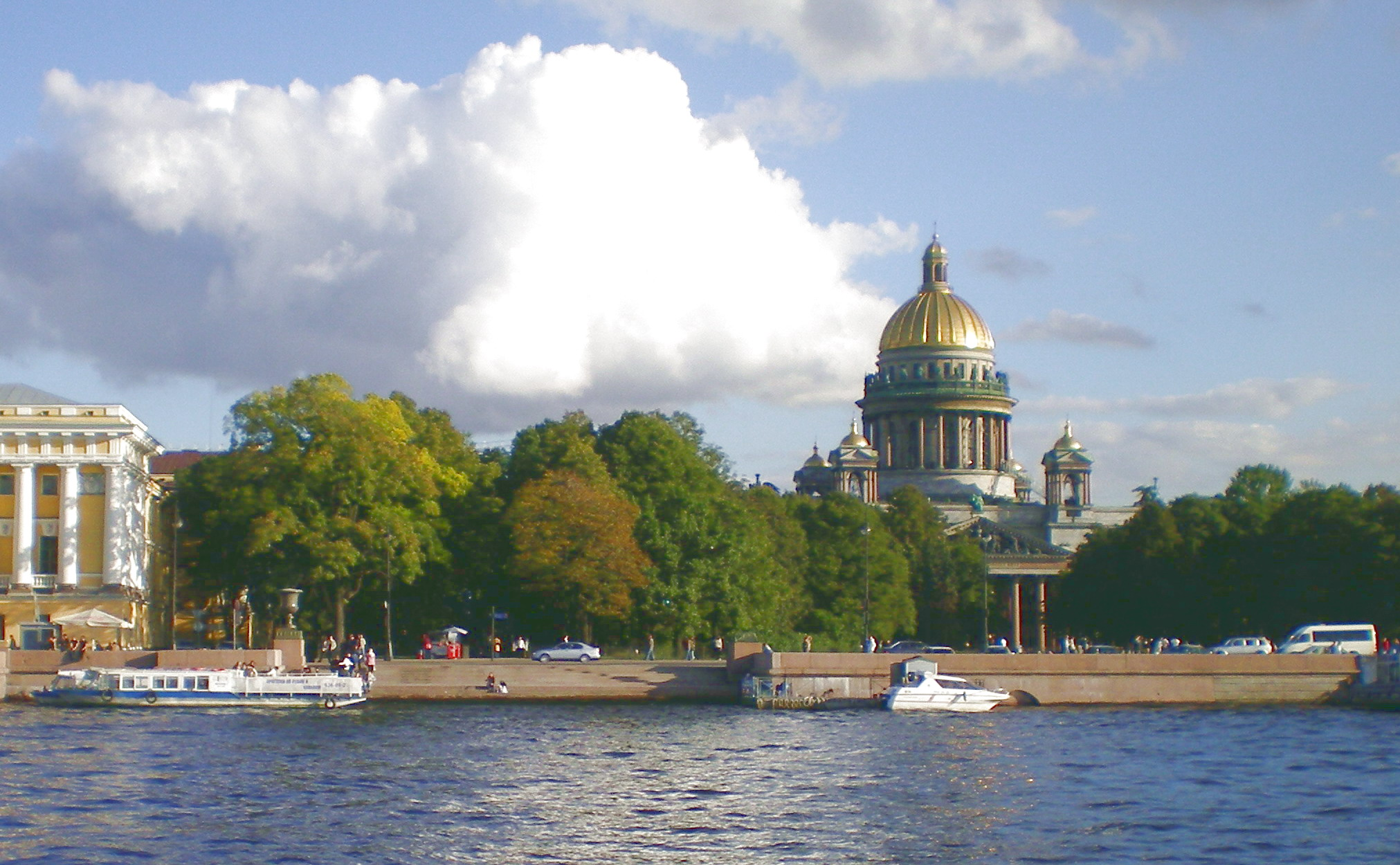
Спуск к реке Неве, за ним — Александровский сад

В рамках празднования Дня России 12 июня 2007 года в саду прошёл I международный фестиваль цветов. В рамках фестиваля проходили «Карнавал Цветов» — шествие вокруг Александровского сада, конкурс «Сады цветов» среди административных районов Санкт-Петербурга, выставки цветов, декоративных растений и аксессуаров, детские конкурсы, «Бал Цветов», мастер-классы ведущих специалистов по садоводству, аранжировке цветов и цветоводству и многое другое.
29 июня 2007 года во время проходившего на Дворцовой площади концерта группы The Rolling Stones вандалы повредили скульптуры в Александровском саду у Адмиралтейства. Особенно пострадал бюст В. А. Жуковского, ему были нанесены серьёзные повреждения. Специалистами Музея городской скульптуры было принято решение провести аварийную реставрацию.
С зимы 2009/2010 годов в Александровском саду сооружается катальная горка. Её воссоздают по гравюрам XVIII века. В те времена катальная горка в Александровском саду была одной из основных рождественских забав, и в первую очередь её любили представители царского двора. Открытие происходит по велению главного Деда Мороза страны. Горка перед Адмиралтейством работает ежедневно с 30 декабря по 6 января с 12 до 21 часа.

## Схема сада
1 — Медный всадник.
2 — Скульптура «Геракл Фарнезский».
3 — Памятник Н. М. Пржевальскому.
4 — Памятник Н. В. Гоголю.
5 — Памятник А. М. Горчакову.
6 — Памятник М. И. Глинке.
7 — Памятник М. Ю. Лермонтову.
8 — Памятник В. А. Жуковскому.
9 — Скульптура «Флора Фарнезская».
10 — Дворцовый мост.
11 — Вознесенский проспект.
12 — Гороховая улица.
13 — Невский проспект.
14 — Дворцовая площадь.
15 — Исаакиевский собор.

## Наименования сада
В XVIII — начале XIX века место будущего сада называлось Адмиралтейским лугом. В 1819 году на лугу рядом с Адмиралтейством был разбит Адмиралтейский бульвар.
3 июля 1872 года состоялась закладка нового сада, который был торжественно открыт 8 июня 1874 года. Сад был назван в честь императора Александра II — Александровский сад.
При искоренении царских имён из топонимики города в 1920 году сад был переименован в Сад Трудящихся. 3 августа 1936 года для увековечивания памяти писателя М. Горького (который скончался 18 июня 1936 года) саду было присвоено его имя.
В 1989 году Сад Трудящихся имени Максима Горького был переименован в Адмиралтейский сад. Это была ошибочная попытка возвращения исторического названия. В 1997 году ошибка была исправлена, и саду было возвращено историческое название — Александровский сад.
Народное название сада — «Сашкин сад».

## Сад сегодня

### Натуральное состояние сада на 2007 год
По информации садово-парковой конторы Адмиралтейского района Александровский сад занимает общую площадь 90 007 м² (под зелёными насаждениями — 61 116 м², газонами — 58 799 м², замощениями — 27 595 м², строениями и сооружениями — 548 м², фонтаном — 554 м²), газонные ограждения — 7000 пог. м, гранитный цоколь — 714 пог. м, ограда металлическая — 794 пог. м, 80 диванов (садовых скамеек), 109 урн.

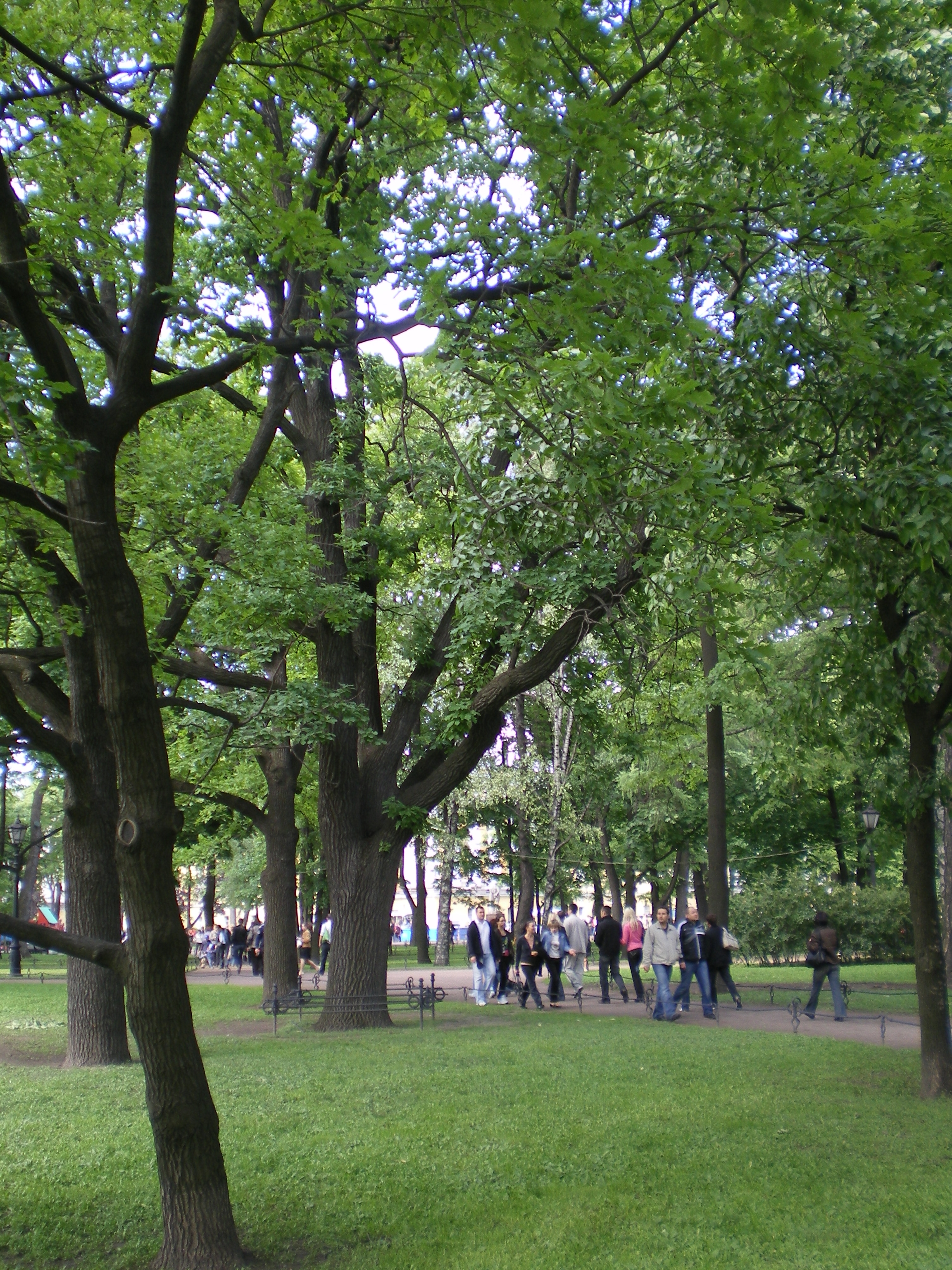
Дуб, обнесённый оградой, посажен императором Александром II

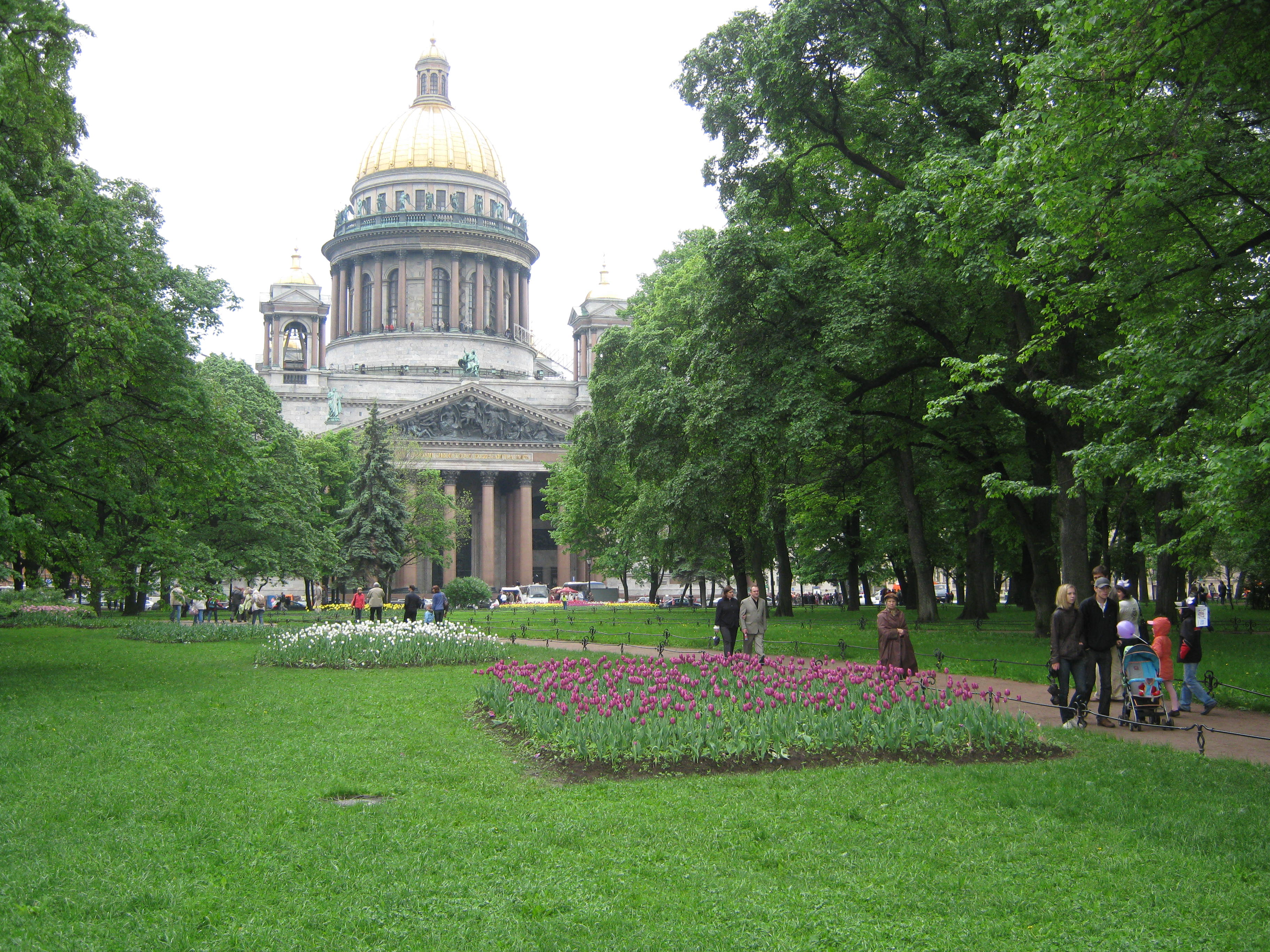
Вид на Исаакиевский собор из сада

| Посадки Александровского сада | Посадки Александровского сада | Посадки Александровского сада | Посадки Александровского сада |
| Деревья                       | в шт.                         | Кустарники                    | в шт.                         |
| ----------------------------- | ----------------------------- | ----------------------------- | ----------------------------- |
| Берёза бородавчатая           | 9                             | Айва японская                 | 29                            |
| Берёза пушистая               | 7                             | Барбарис обыкновенный         | 22                            |
| Боярышник                     | 10                            | Барбарис Тунберга             | 138                           |
| Боярышник сибирский           | 10                            | Жимолость татарская           | 26                            |
| Вишня                         | 4                             | Кизильник блестящий           | 2803                          |
| Вяз гладкий                   | 118                           | Лапчатка                      | 70                            |
| Вяз шершавый                  | 130                           | Роза морщинистая              | 25                            |
| Вяз шершавый плакучий         | 1                             | Роза парковая                 | 12                            |
| Дуб черешчатый                | 135                           | Сирень ???                    | 82                            |
| Ель колючая                   | 10                            | Сирень венгерская             | 40                            |
| Ива белая                     | 6                             | Сирень обыкновенная           | 287                           |
| Ива серебристая               | 4                             | Снежноягодник                 | 46                            |
| Конский каштан                | 4                             | Спирея японская               | 9                             |
| Клён остролистный             | 110                           | Форсайтия                     | 33                            |
| Клён Шведлера                 | 8                             | Чубушник венечный             | 40                            |
| Клён ясенелистный             | 7                             | Чубушник Лемуана              | 42                            |
| Липа войлочная                | 1                             | Всего отдельных кустов        | 1465                          |
| Липа мелколистная             | 379                           | и живой изгороди              | 2506                          |
| Лиственница европейская       | 11                            |                               |                               |
| Рябина обыкновенная           | 6                             |                               |                               |
| Тополь берлинский             | 5                             |                               |                               |
| Тополь пенсильванский         | 1                             |                               |                               |
| Черёмуха Маака                | 12                            |                               |                               |
| Ясень обыкновенный            | 55                            |                               |                               |
| Итого                         | 1043                          | Итого                         | 3971                          |
| Итого посадок в саду: 5014    |                               |                               |                               |

### Достопримечательности сада

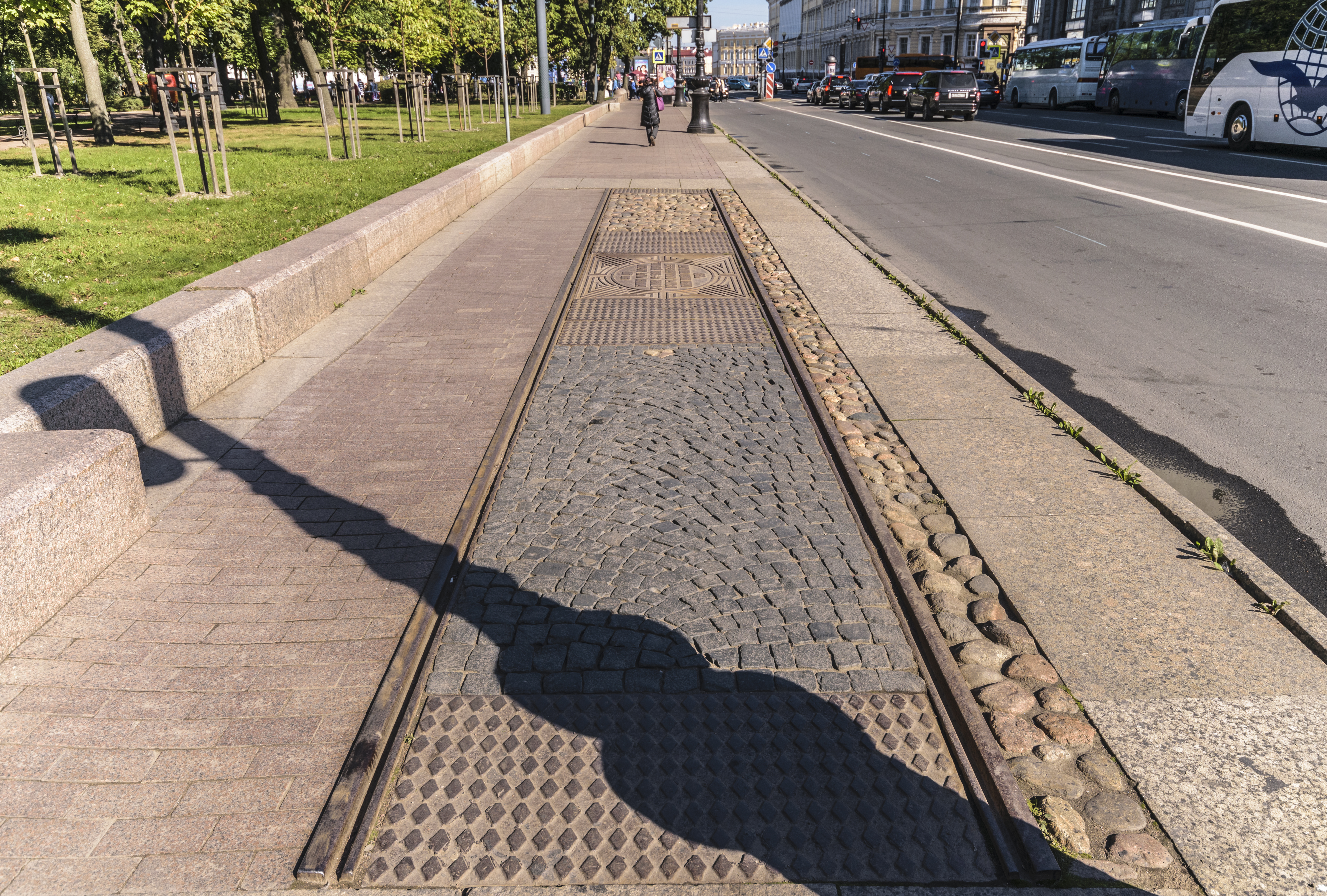
«Здесь проходила первая линия петербургского трамвая…»

#### В восточной части сада
- Памятник В. А. Жуковскому, обращен к Дворцовой площади.
- Скульптура «Флора Фарнезская» в начале Адмиралтейского проезда на углу с Дворцовой площадью.
- Мемориальная плита на месте первой линии петербургского трамвая (2007). Находится на тротуаре вдоль Адмиралтейского проспекта[18]. Надпись на плите: «Здесь проходила первая линия петербургского трамвая „Главный Штаб — 8-я линия В. О.“ открыта 29 (16) октября 1907 года».

#### В центре сада
- Фонтан (1879, архитекторы И.А.Мерц, А. Р. Гешвенд, инженер Н. Л. Бенуа). Дно, барьер и наружный ободок фонтана сделаны из сердобольского гранита из каменоломен с острова Янисаари. Бассейн фонтана установлен на каменных подземных галереях, под которыми проложены водопроводные трубы. Высота галереи до семи футов от пола, вымощенного булыжным камнем. С одной стороны устроен входной люк в галереи. Центральная струя фонтана бьёт на высоту до 17 метров. Вокруг неё расположены восемь трубок, струи из которых направлены к центральному стержню. Остальные 40 трубок, расположенные параллельно стене резервуара, бьют кругообразно, то есть одна за другой[1]. Фонтан имеет особенность: высота его струи может изменяться в такт музыке, звучащей в саду. Поэтому фонтан называют «музыкальным» или «танцующим»[19].
- Памятник М. Ю. Лермонтову.
- Памятник М. И. Глинке.
- Памятник А. М. Горчакову.
- Памятник Н. В. Гоголю.

#### В западной части сада
- Дуб, посаженный Александром II, украшен квадратной в плане изящной оградой.
- Памятник Н. М. Пржевальскому.
- Скульптура «Геракл Фарнезский» на повороте Адмиралтейского проезда.
- В саду сохранился действующий общественный туалет времен Александра III характерной постройки.

|                           |                           |                       |                          |                       |                              |
| Памятник В. А. Жуковскому | Памятник М. Ю. Лермонтову | Памятник М. И. Глинке | Памятник А. М. Горчакову | Памятник Н. В. Гоголю | Памятник Н. М. Пржевальскому |

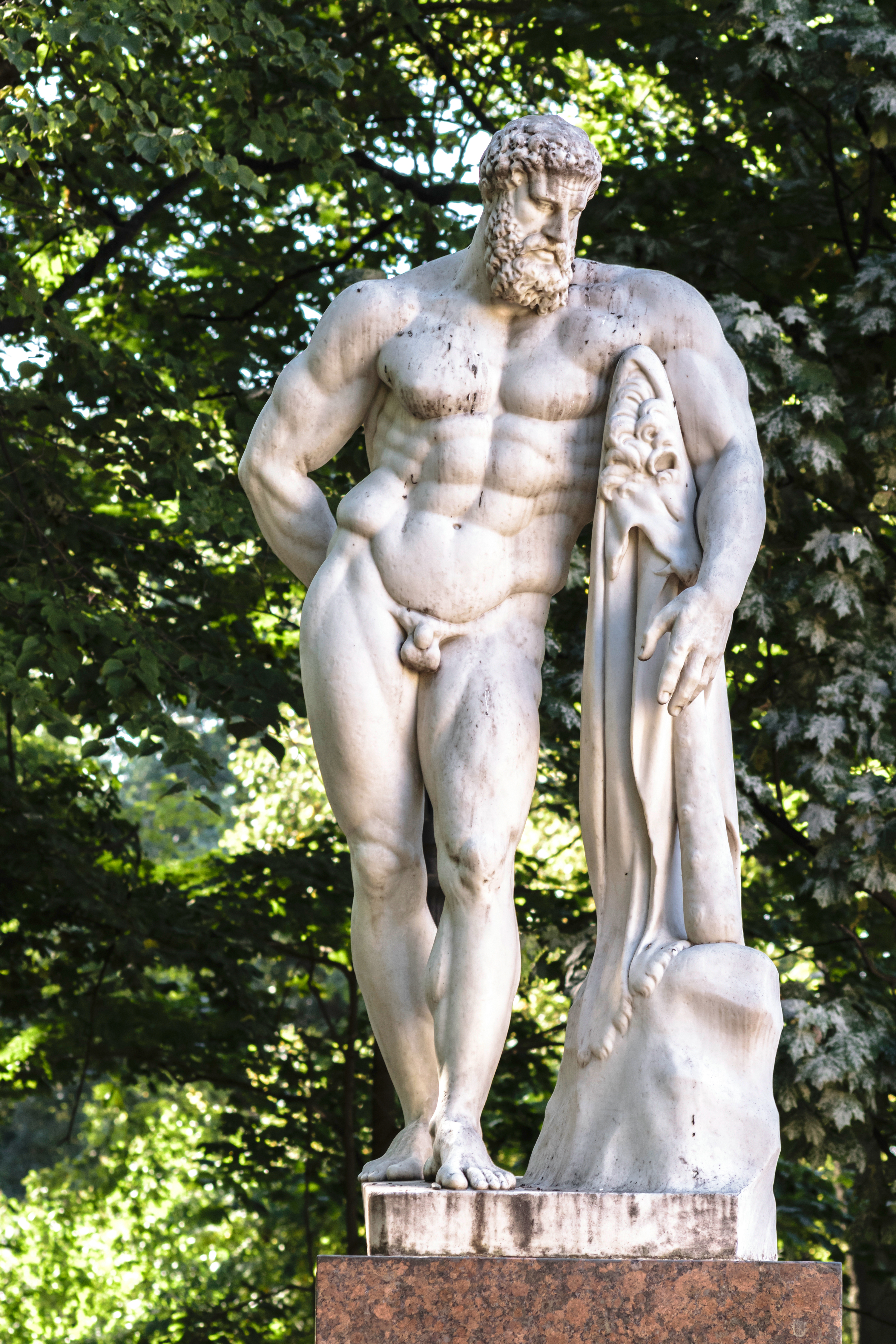
Скульптура «Геракл Фарнезский»
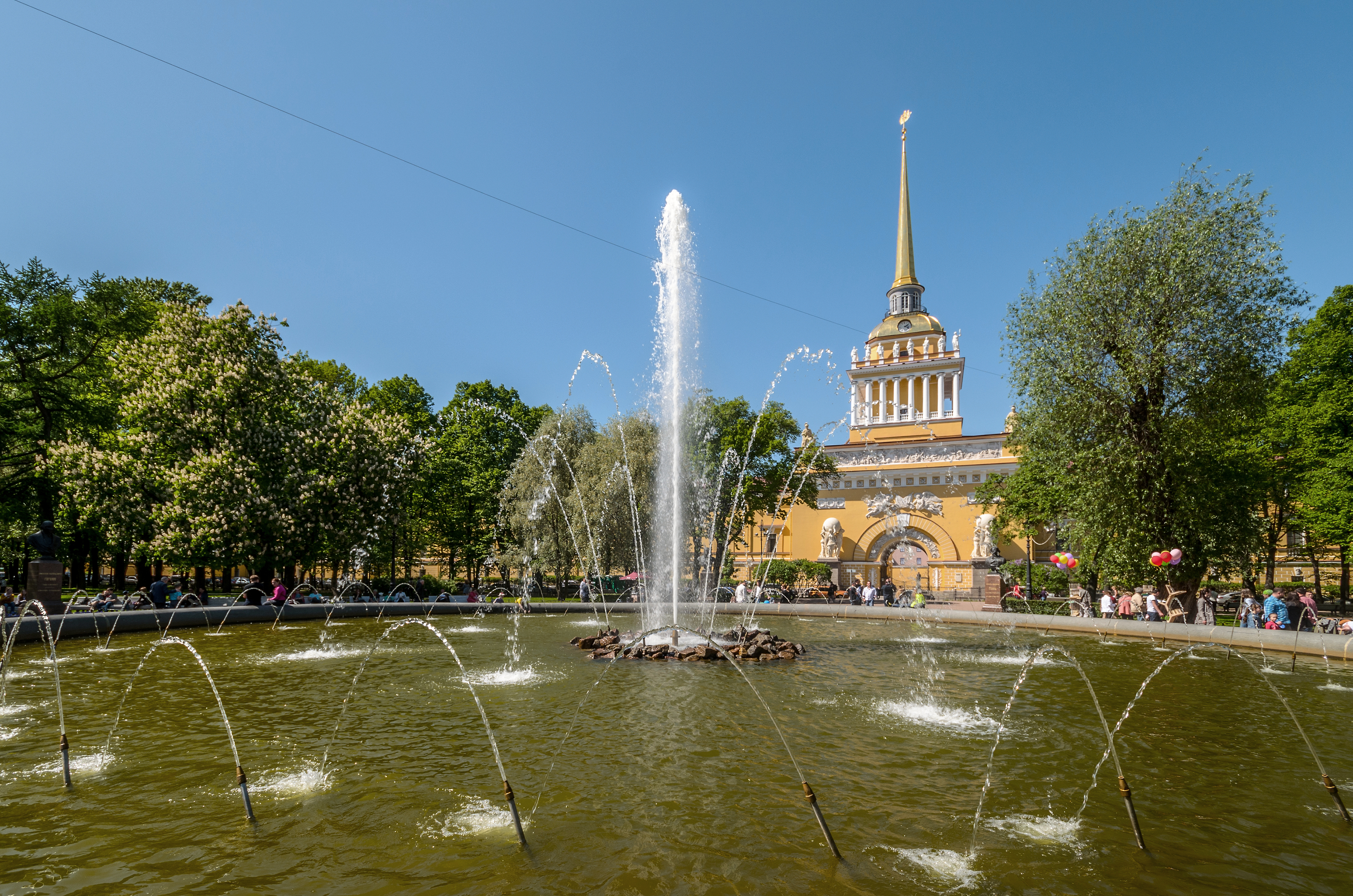
Фонтан
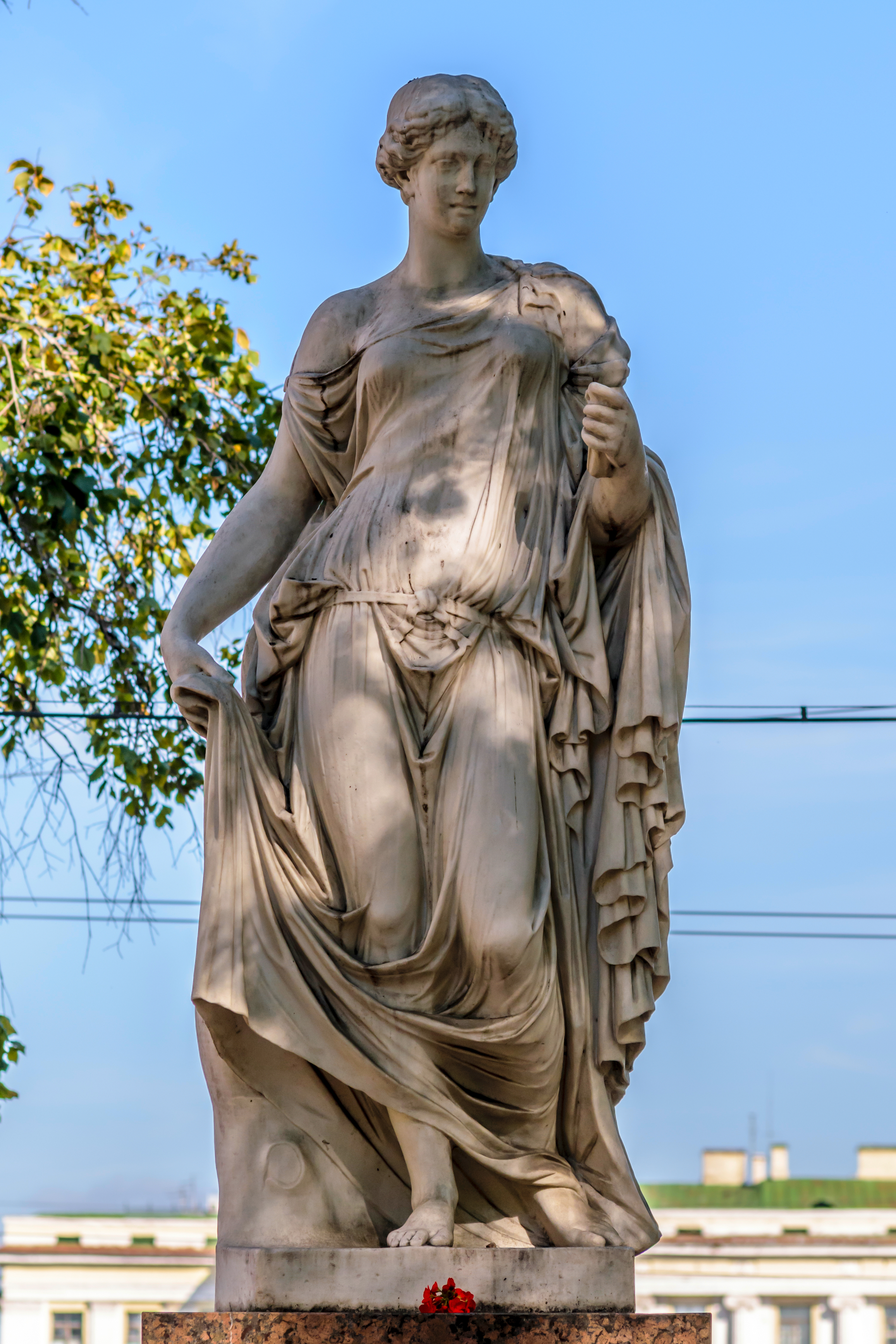
Скульптура «Флора Фарнезская»

## Сад в литературе и фольклоре
Адмиралтейский бульвар был «центром, из которого распространялись по городу вести и слухи, часто невероятные и нелепые». Их печатали газеты, рассчитанные на обывателей и мещанские вкусы. Их называли «Бульварный вестовщик». Этимология понятия «бульварная», в значении газета или литература, восходит к тому знаменитому Адмиралтейскому бульвару.
Из-за сходства Николая Пржевальского на памятнике в саду с Иосифом Сталиным в городском фольклоре ходила легенда. «Почему Сталин с верблюдом?» — был дежурный вопрос непредсказуемых туристов, которого боялись все ленинградские экскурсоводы. Говорят, что к памятнику до сих пор приносят букетики цветов пожилые женщины — верные и твёрдые поклонницы Сталина.